# ادو زیمرمان
ادو زیمرمان (انگلیسی: Udo Zimmermann); (زاده: ۶ اکتبر ۱۹۴۳- درگذشته: ۲۲ اکتبر ۲۰۲۱ ) آهنگساز، رهبر (موسیقی)، و استاد دانشگاه اهل آلمان بود.